# Виснаження газового покладу
Виснаження газового покладу (рос. истощение газовой залежи; англ. depletion of a gas pool; нім. Gaslagererschöpfung f) — зменшення початкових запасів газу в продуктивному пласті, пов'язане з його видобуванням.

## Загальна характеристика
Характеризується зниженням середнього пластового тиску в покладі (пластових тисків у різних точках газоносного пласта). Якщо при цьому не відбувається проривання пластової (контурної або підошовної) води, то В.г.п. протікає в умовах газового режиму, в протилежному випадку — водонапірного режиму. Надходження пластової води приводить до формування мікро- і макрозащемлених об'ємів газу, обводнення експлуатаційних свердловин, а значить, зменшення кінцевого коефіцієнта газовилучення (конденсатовилучення) із пласта.
В процесі виснаження газового покладу зменшуються дебіти свердловин, виникає необхідність їх добурювання для підтримування заданого рівня видобутку газу, відбувається пружна деформація продуктивного колектора, погіршення його ємнісних і фільтраційних параметрів.
Виснаження газового покладу приводить до необхідності введення в експлуатацію компресорної станції (для забезпечення транспортування газу на велику відстань або подавання його іншому споживачеві).
Система промислової підготовки продукції в ряді випадків змінюється. Техніко-економічні показники видобування і обробляння газу внаслідок В. г. п. погіршуються.
Процес виснаження газового покладу в кінцевому підсумку призводить до того, що видобування газу з даного покладу стає економічно нерентабельним.
Станом на початок ХХІ ст.. в Україні багато газових і газоконденсатних родовищ розробляють у режимі виснаження, що обумовлює:
– низькі коефіцієнти конденсатовіддачі через ретроградні втрати конденсату в пластах;
– великі витрати на підготовку газу до дальнього транспортування через необхідність будівництва дотискних компресорних станцій (ДКС); обмеженість періоду постійного видобутку газу.
Розробка родовищ у режимі виснаження обумовлює необхідність зменшення темпу відбору газу при вилученні приблизно 50 % початкових запасів. У процесі проєктування системи розробки газових і газоконденсатних родовищ у режимі виснаження практично можна планувати режим постійного видобутку не більше ніж на Кг = 50 % геологічних запасів газу.